# Лазаряну, Ирина
Ирина Лазаряну (Irina Lazareanu, род. 8 июня 1982) — канадская топ-модель. Рождённая в Румынии, Ирина стала известна после своей работы с Кейт Мосс.

## Ранние годы
В возрасте 5 лет Ирина эмигрировала из Румынии вместе с родителями в Канаду. В 13 она уехала в Лондон обучаться балету в Королевской Академии Искусств. В возрасте 15 лет она встретила Пита Доэрти и стала его «музой».

## Карьера модели

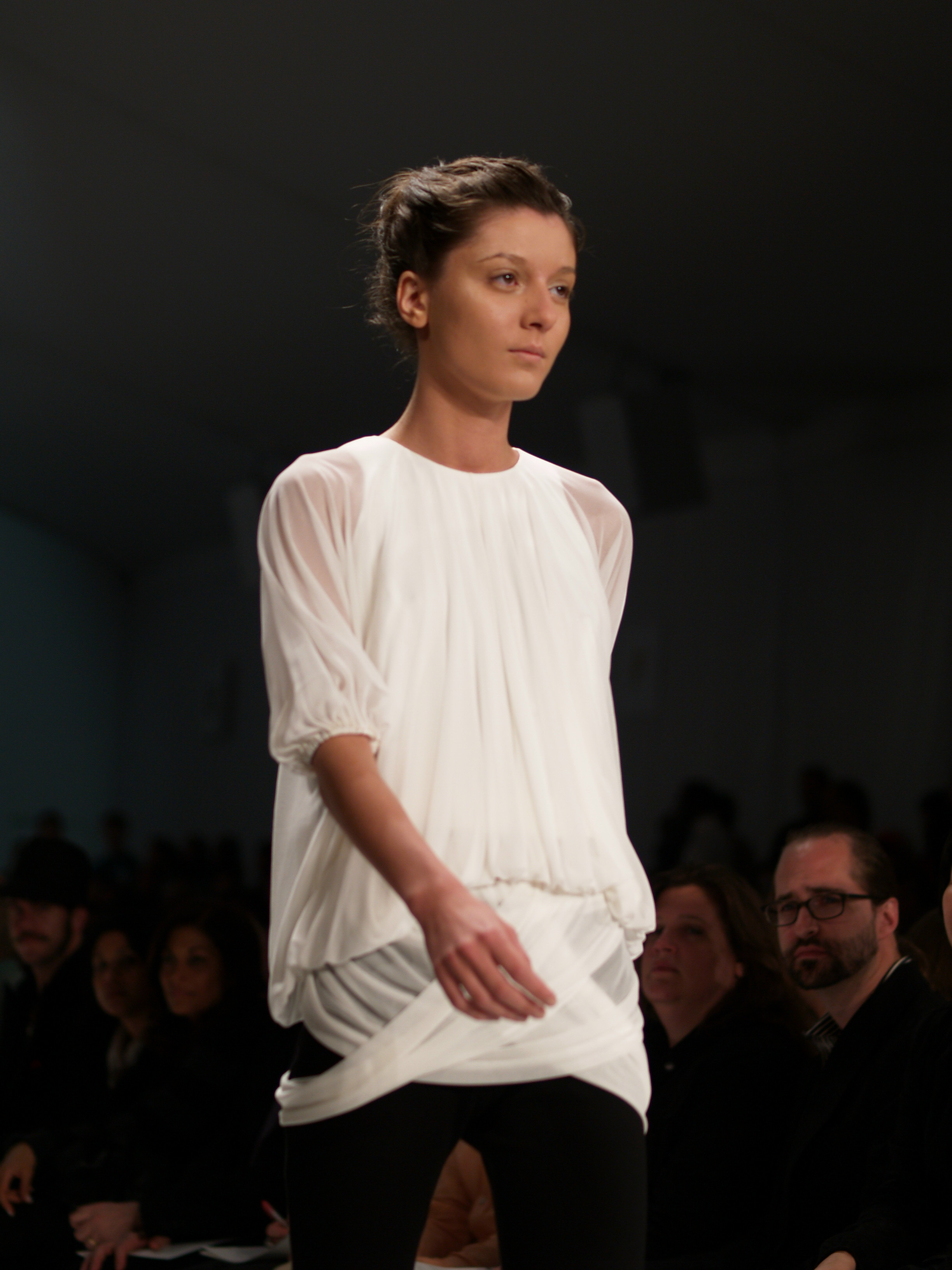

В 1999 году Ирина Лазаряну подписала контракт с модельным агентством Giovanni в Монреале, надеясь, что это поможет платить ей за аренду. В то время она принимает участие в мировых неделях моды: Барселонской, Австралийской и Мадридской. В июле 2004 году Лазаряну открывает показ Anne Valerie Hash.
Немалую роль сыграла в карьере Ирины Кейт Мосс. В 2005 году, будучи приглашенным автором VOGUE Paris, Кейт выбирает Ирину для материала «Extravagence de plumes», а в 2007 году делает её лицом своей коллекции для TopShop. Благодаря этой дружбе Ирина начинает работать со многими известными брендами: Chanel, Balenciaga, Alexander McQueen, Anna Sui, Lanvin, Versace, Coach, Marc Jacobs, Prada, Christian Lacroix, Miu Miu, Yves Saint Laurent, John Galliano.
Ирина — «муза» великого модельера Карла Лагерфельда.

## Музыкальная карьера
Ирина Лазаряну — певица и барабанщица. Её музыкальная карьера началась с совместного с Питом Доэрти трека «La Belle et la Bete» (2004). В том же году Ирина Лазаряну отправляется с Питом и его группой Babyshambles в мировое турне в качестве барабанщицы.
В 2006 году Ирина работает над фолк-альбомом «Some Place Along the Way» вместе с продюсером Шоном Ленноном.
Осенью 2008 г. Лазаряну решила взять небольшой отпуск в fashion-индустрии, чтобы сосредоточиться на музыкальной карьере.

## Личная жизнь
Лазаряну была дважды помолвлена с музыкантом Питом Доэрти.
Ирина Лазаряну — подруга модели Фраи Бехи.